# Марчелла Альбани
Марчелла Альба́ни (итал. Marcella Albani, 7 декабря 1901 — 11 мая 1959), урождённая Ида Маранца (Ida Maranca) — итальянская актриса немого кино.

## Биография
Марчелла родилась 7 декабря 1901 года в Риме. После окончания школы она завела роман с римским аристократом и кинорежиссёром Гвидо Паришем и благодаря этому знакомству попала на киноэкраны, дебютировав в 1919 году в картине «Объятья смерти». В начале 20-х Париш много снимал её — всего Марчелла появилась в шестнадцати его фильмах. Наиболее удачными из них были картины «Буря», «Дочь волн» и «Любовь в бегах» (все три относятся к 1921 году).
В 1923 году Марчелла и Париш перебралась в Берлин, где молодая актриса продолжала сниматься на ведущих ролях и была благосклонно принята зрителями. После того, как в 1926 году она разошлась с Паришем, её снимали известные режиссёры тех лет — Фридрих Зелник, Уильям Дитерли и Джо Мэй.
Расцвет карьеры актрисы пришёлся на 1927 − 1929 годы. За этот период она появилась в семнадцати фильмах, работая не только в Германии, но и во Франции, Австрии и Италии. Одна из самых запоминающихся её работ того периода — картина русского режиссёра-эмигранта Александра Волкова «Шахерезада» (1928), где Марчелла играла вместе с Дитой Парло, Александром Вертинским и русским артистом Дмитриевым.
С началом эпохи звукового кино её карьера начала постепенно клониться к закату. Марчелла нашла себе новое увлечение — литературу, — и написала несколько романов. Один из них под названием «Город любви» в 1934 году был экранизирован её супругом, режиссёром Марио Франчини, и Марчелла исполнила в этом фильме главную роль. В 1936 году она ушла из кино, сыграв напоследок в немецком вестерне «Император Калифорнии», и поселилась на побережье Лигурии. Марчелла Альбани скончалась 11 мая 1959 года в Висбадене.